# Affaire des ventes d'armes à l'Angola

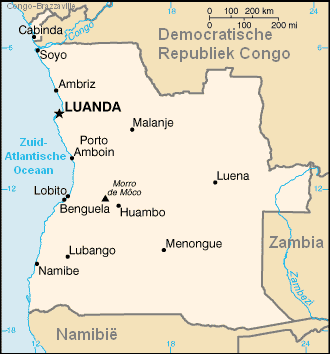
Angola

L'affaire des ventes d'armes à l'Angola, ou Angolagate ou affaire Mitterrand-Charles Pasqua, est une affaire d’État concernant une vente d'armes soviétiques d'un montant total de 790 millions de dollars américains au gouvernement angolais du président angolais José Eduardo dos Santos en 1994, alors que la guerre civile angolaise venait de reprendre entre le Mouvement populaire de libération de l'Angola (MPLA) au pouvoir et l'Union nationale pour l'indépendance totale de l'Angola (UNITA) dirigée par Jonas Savimbi. La justice française reprocha à plusieurs personnalités du monde des affaires et de la politique française d'avoir, de 1993 à 1995, vendu à l'Angola des armes provenant de l'ancien bloc soviétique sans avoir reçu d'autorisation de l'État français.

## Contexte
Le 31 mai 1991, le président de l'Angola, José Eduardo dos Santos (chef du MPLA, longtemps soutenu par Cuba et l'URSS), rencontre Jonas Savimbi, chef de l'UNITA (mouvement qui a la faveur des États-Unis) à Lisbonne, au Portugal, pour signer les accords de Bicesse, un accord de paix qui est censé mettre fin à la guerre civile, avec la médiation du gouvernement portugais. Ces accords sont favorisés par la fin de la Guerre froide et l'embargo sur les ventes d'armes décrété par l'ONU.
Les Accords de Bicesse organisent un processus de paix qui implique la démobilisation des effectifs excédentaires des combattants actifs des deux camps (au total de 152 000 soldats) et l'intégration des rebelles de l'UNITA (armée d'environ 50 000 hommes) dans les Forces Armées Angolaises (FAA).
L'Angola tient une élection présidentielle en 1992. Au premier tour Dos Santos, contre toute attente, obtient officiellement 49,57 % des suffrages contre 40,6 % pour Savimbi. Savimbi déclare que l'élection n'est ni libre ni équitable et refuse de participer au second tour si bien que l'UNITA reprend la guérilla, capturant cinq des dix-huit capitales provinciales de l'Angola. Ce mouvement remporte alors victoire sur victoire au point de se rapprocher de la capitale. Dos Santos, acculé, sollicite un vieil ami pour obtenir des ventes d'armes de la part du gouvernement français. Cet ami de toujours, Jean-Bernard Curial, militant socialiste responsable des affaires africaines et tiers-mondiste convaincu, fait passer le message à Jean-Christophe Mitterrand, ancien responsable de la cellule africaine de l'Élysée, mais le président Mitterrand refuse car il est en cohabitation et des ministres comme François Léotard à la Défense sont plutôt en faveur de l'UNITA. Curial s'adresse alors à Pierre Falcone, qui se charge de livrer les armes via sa société Brenco. Agent représentant exclusif de la Sofremi (Société française d'exportation du ministère de l'Intérieur), Falcone se présente habilement comme un représentant du ministre de l'Intérieur Charles Pasqua, pour rassurer ses clients congolais, et fait appel à l'homme d'affaires Arcadi Gaydamak, qui sert d'intermédiaire (via une société slovaque, la ZTS-Osos, représentée en France par la Brenco), pour 500 millions de dollars de livraisons d'armes achetées en Ukraine et en Tchécoslovaquie. Plusieurs contrats sont signés de novembre 1993 à 1999.

## Liste des armes livrées

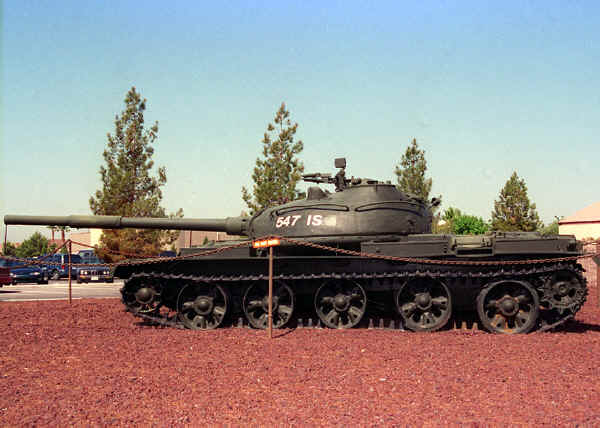
Tank T-62
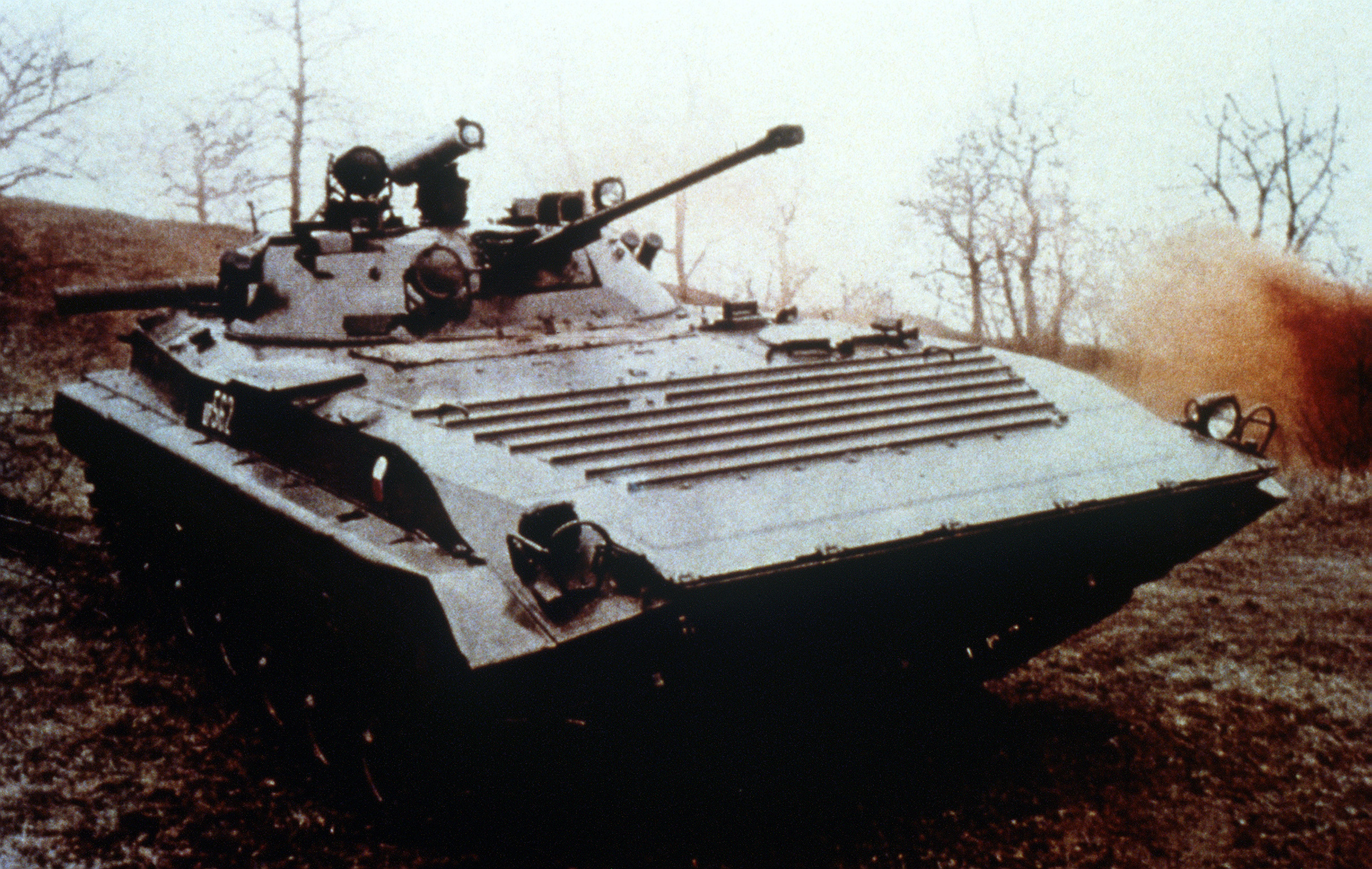
BMP-2
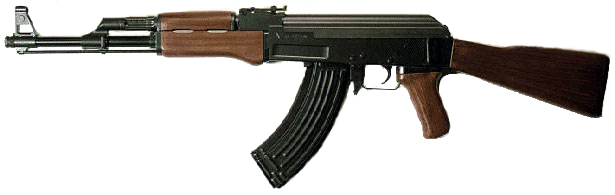
Fusil AK-47
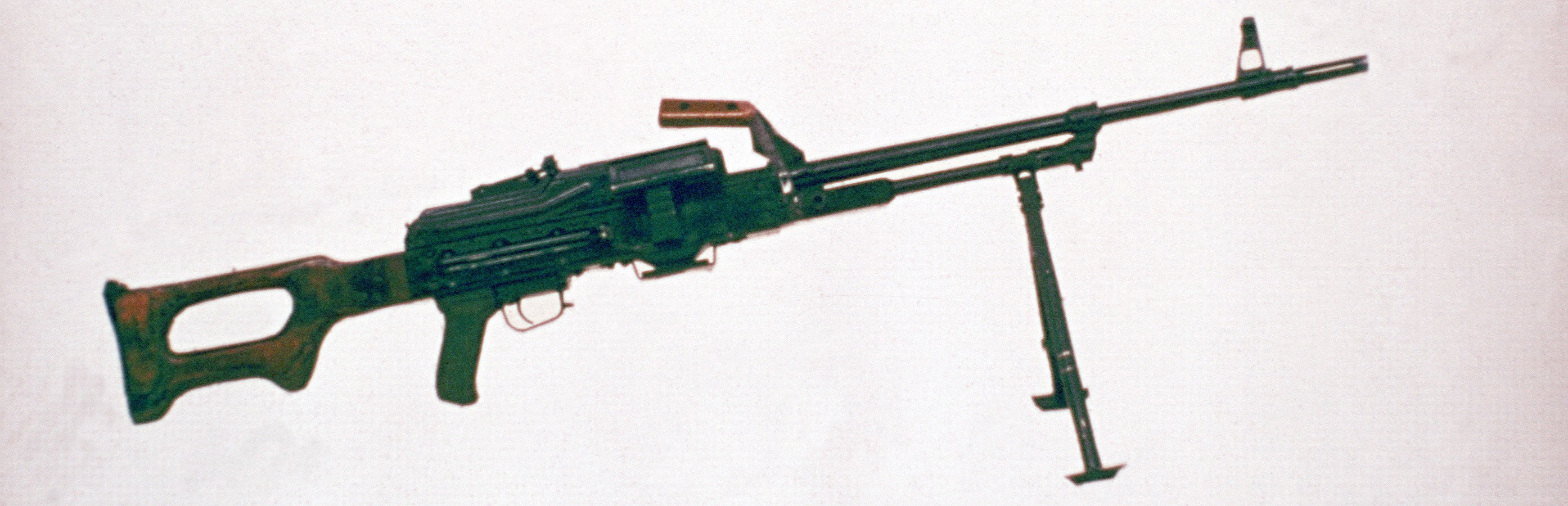
La PKM est la version actuelle de la PK, la mitrailleuse Kalachnikov.
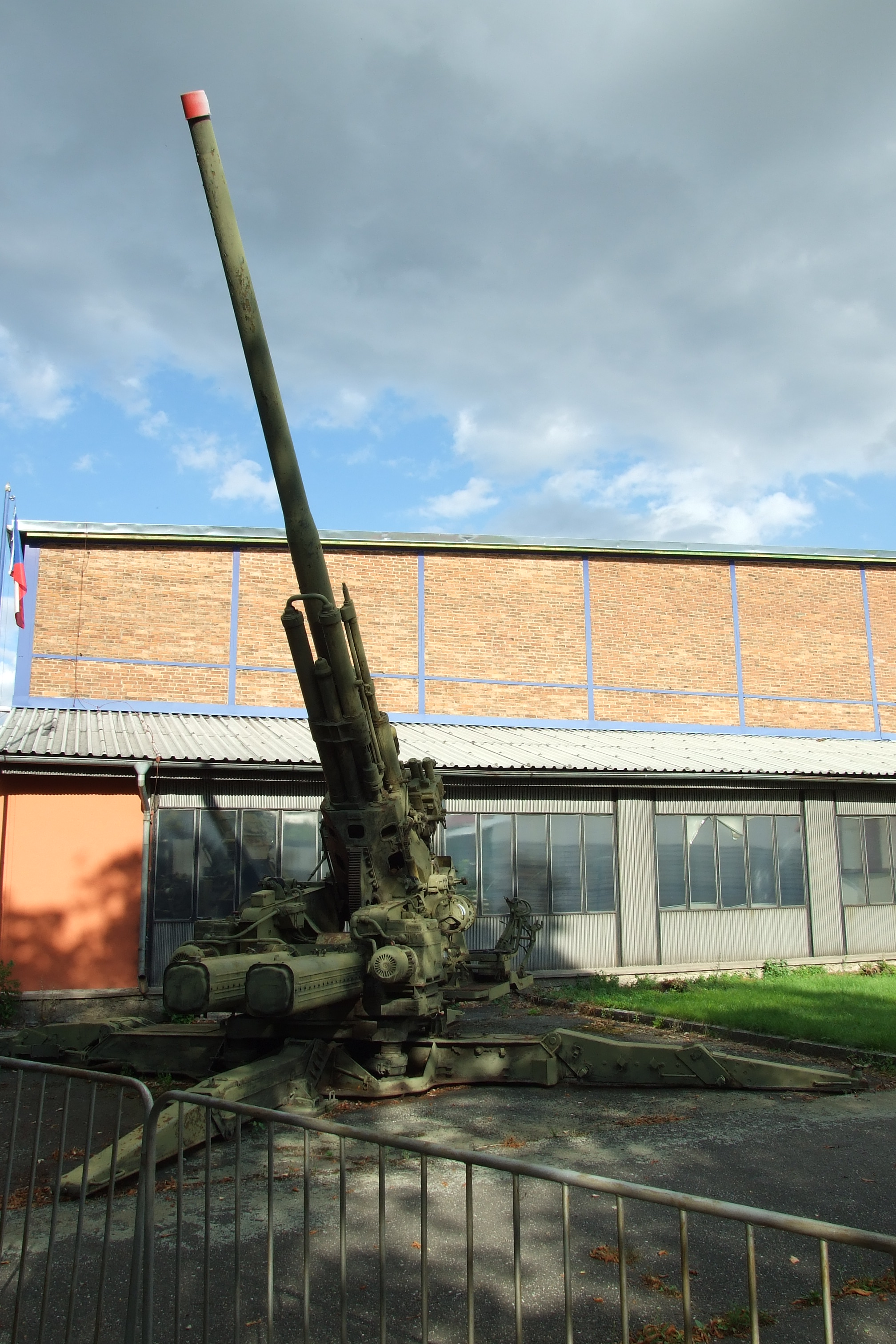
Canon de 130 mm
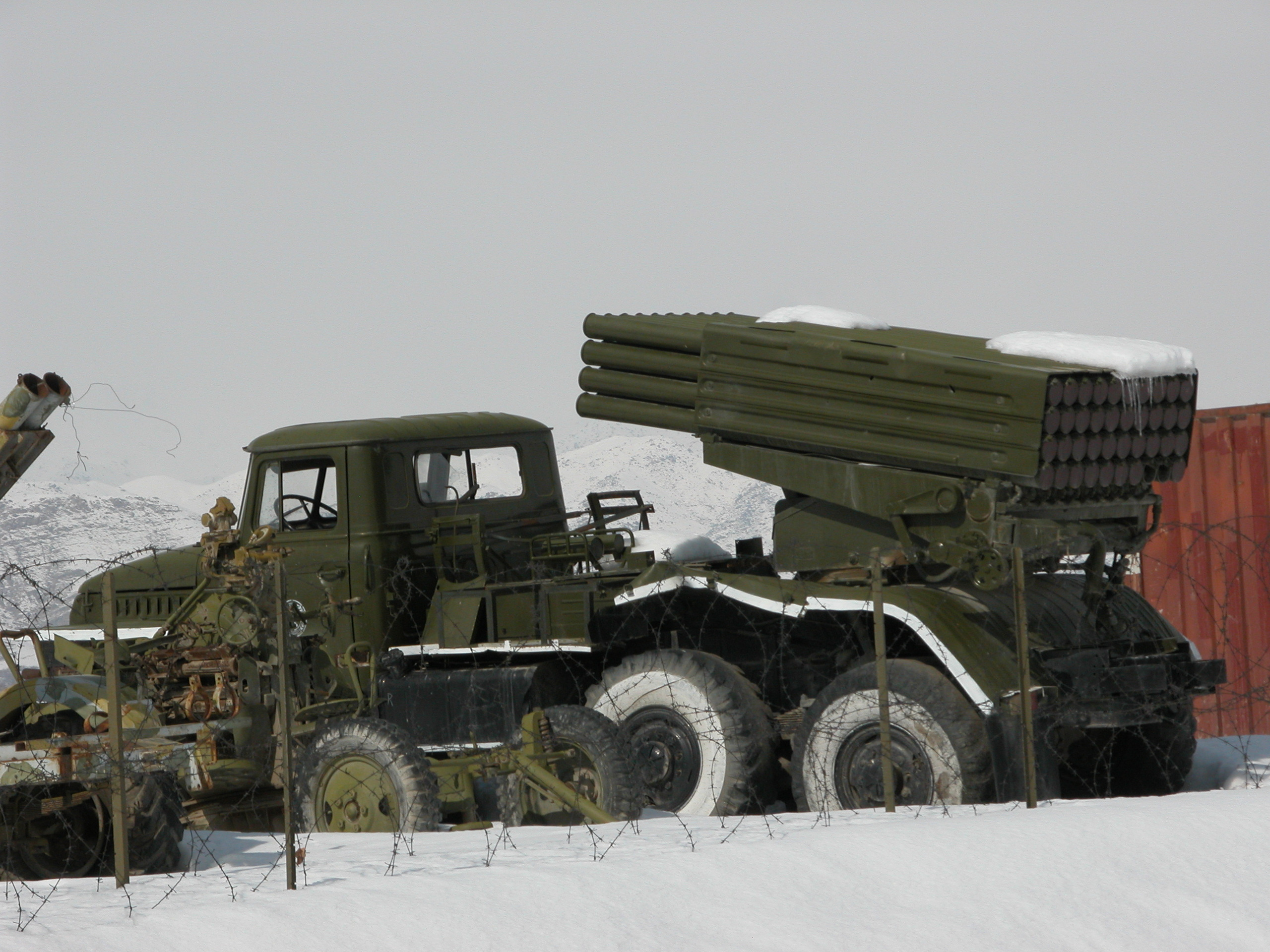
Lance-roquette multiple
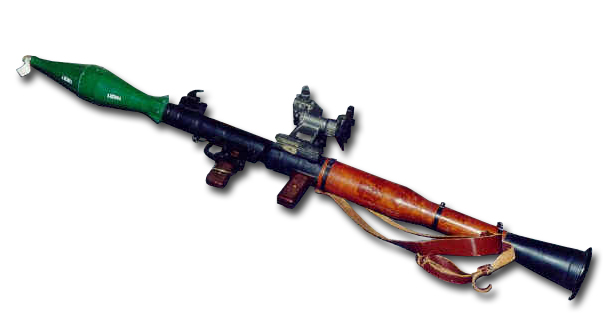
RPG-7
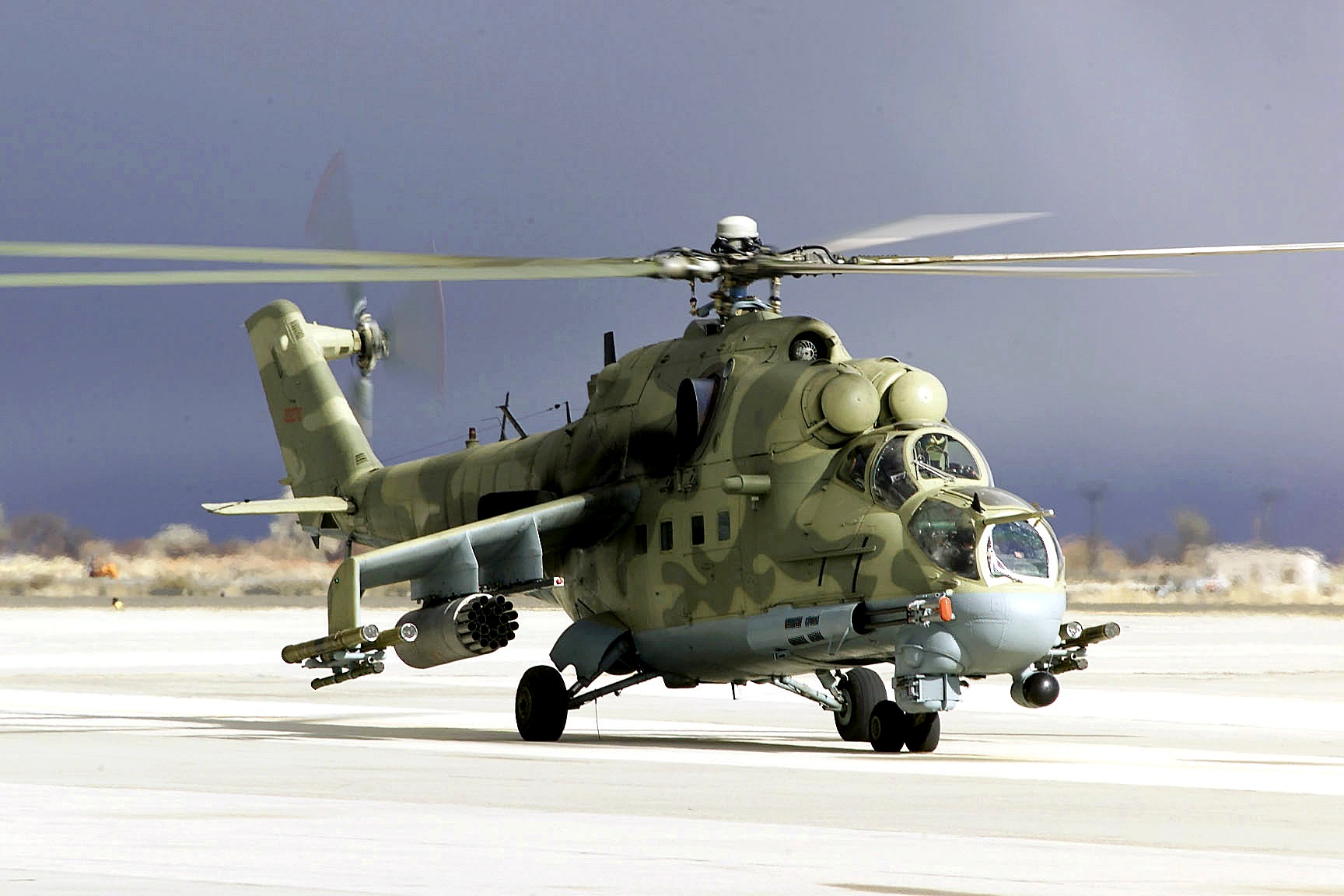
Hélicoptère militaire
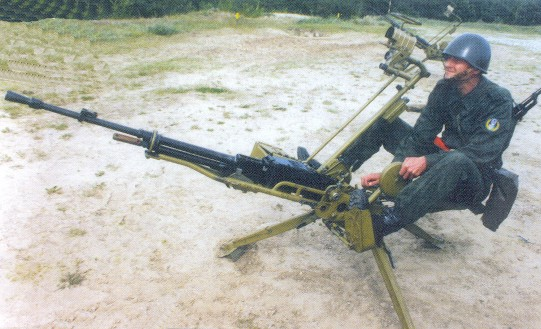
NSV en version antiaérienne

Il y a en tout deux livraisons pour un montant total de 790 millions de dollars. Elles comprennent des armes individuelles et lourdes, des munitions, du matériel de génie, des transports, des blindés, des hélicoptères, des navires de guerre et 820 000 détonateurs et mines antipersonnel. Ce sont ces mines qui ont le plus choqué les médias français et étrangers car elles ont été utilisées pour une guerre qui aurait fait entre 500 000 et un million de morts dont une majorité de civils.

## Chronologie
Le 29 novembre 1999, les enquêteurs se saisissent d'un projet de contrat de vente d'armes russes à destination de l'Angola, annoté de la main de Jean-Charles Marchiani. Le pôle économique et financier du parquet de Paris se saisit d'une affaire de blanchiment d'argent entre la France et le Maroc et confie le dossier aux juges d'instruction Philippe Courroye et Isabelle Prévost-Desprez. Ces derniers interrogent l'avocat fiscaliste Allain Guilloux.

### Année 2000
Le 5 juillet 2000, l'avocat Allain Guilloux est mis en examen et écroué pour « abus de confiance » et « blanchiment aggravé ». Lors d'une perquisition à son cabinet parisien, les enquêteurs ont en outre mis la main sur le dossier fiscal de Pierre Falcone et le dossier d'un homme d'affaires franco-israélo-canado-angolais d'origine soviétique, le milliardaire Arcadi Gaydamak, qui intéresse fortement le fisc français. Les juges remontent également jusqu'à la société Brenco International.
Le 14 septembre 2000, une perquisition a lieu au domicile d'Isabelle Delubac, secrétaire de Pierre Falcone. Les enquêteurs saisissent des disquettes informatiques comportant une liste de personnes et de sociétés possiblement rémunérées par Brenco International : Jean-Christophe Mitterrand, Jacques Attali et Jean-Charles Marchiani.
Le 29 novembre 2000, une perquisition est réalisée au domicile parisien de Jean-Charles Marchiani, ainsi qu'au siège du Rassemblement pour la France (RPF) à Neuilly-sur-Seine et au conseil général des Hauts-de-Seine, tous deux présidés par Charles Pasqua. Le RPF est soupçonné d'avoir bénéficié d'une partie de l'argent provenant des ventes d'armes négociées par la Brenco. Charles Pasqua est entendu comme témoin.
Le 30 novembre 2000, Isabelle Delubac et le directeur commercial de la Brenco sont mis en examen et écroués. Jean-Charles Marchiani est interrogé comme témoin.
Le 1er décembre 2000, Pierre Falcone, conseiller de la Sofremi (Société française d'exportation du ministère de l'Intérieur), est mis en examen et écroué pour « commerce d'armes illicite, fraude fiscale, abus de biens sociaux et trafic d'influence ». Il est soupçonné d'avoir vendu sans autorisation, en 1993 et 1994, pour 500 millions de dollars de matériels militaires à l'Angola. Les enquêteurs perquisitionnent chez Jacques Attali et Jean-Christophe Mitterrand, soupçonnés d'avoir effectué des missions suspectes en Angola.
Le 6 décembre 2000, un mandat d'arrêt international est délivré contre Arcadi Gaydamak, en fuite en Israël. Il est soupçonné, comme son associé Pierre Falcone, d'avoir dissimulé au fisc les bénéfices dégagés par les ventes d'armes à l'Angola.
Le 14 décembre 2000, l'ancien directeur général de la Sofremi Bernard Poussier est mis en examen et écroué pour « recel d'abus de biens sociaux, recel d'abus de confiance et trafic d'influence ». Il admet avoir reçu de Pierre Falcone la somme de 900 000 francs en liquide.
Le 21 décembre 2000, Jean-Christophe Mitterrand, conseiller pour les Affaires africaines à l'Élysée de 1986 à 1992, est mis en examen et écroué à la prison de la Santé pour « complicité de commerce d'armes illicite, trafic d'influence par une personne investie d'une mission de service public, recel d'abus de biens sociaux, recel d'abus de confiance et trafic d'influence aggravé ». Soupçonné d'avoir reçu d'importantes sommes d'argent pour faciliter la vente d'armes, en 1993 et 1994, au gouvernement angolais, il reconnait avoir perçu une « rémunération » de 1,8 million de dollars (13 millions de francs) de la Brenco sur un compte en Suisse, mais nie toute participation à un trafic d'armes.
En décembre 2000, l'écrivain Paul-Loup Sulitzer, soupçonné d'avoir été rémunéré pour faciliter la conclusion de contrats de ventes d'armes à l'Angola, est mis en examen pour « recel d'abus de confiance, recel d'abus de biens sociaux, trafic d'influence » mais laissé en liberté. Il avoue avoir touché 1,2 million de francs, mais nie également être mêlé à un trafic d'armes.
Le 22 décembre 2000, Isabelle Delubac est remise en liberté.

### Année 2001
Le 2 janvier 2001, la cour d'appel de Paris ordonne la remise en liberté, sous contrôle judiciaire, de Jean-Christophe Mitterrand, contre le versement d'une caution de 5 millions de francs. Refusant de se « déshonorer » en payant une « rançon » (expression de Danielle Mitterrand), il reste en prison,.
Le 3 janvier 2001, une perquisition, est réalisée à la Sofremi. Les enquêteurs soupçonnent la société d'avoir favorisé des exportations d'armement vers l'Angola en dépit des interdictions gouvernementales. Certains de ces contrats auraient été conclus par Brenco International.
Le 4 janvier 2001, les comptes de la liste menée par Charles Pasqua aux élections européennes de juin 1999 sont placés sous séquestre. Les juges suspectent le RPF d'avoir perçu une somme de 450 000 dollars pour le financement de sa campagne, versés par Brenco.
Le 5 janvier 2001 déjà contestée sur plusieurs points importants, l'enquête est menacée par une nouvelle irrégularité de procédure. Exhumant un décret de 1939, l'avocat d'Arcadi Gaydamak affirme que les juges ne pouvaient enquêter sur un trafic d'armes, ni engager des poursuites sans l'autorisation du gouvernement.
Le 9 janvier 2001 une perquisition est effectuée dans les locaux de Brenco. Dans un entretien au Figaro, Henri Hurand, président de la Sofremi, lève le voile sur les dérives qui ont été commises.
Le 11 janvier 2001 Jean-Christophe Mitterrand sort de prison, quelques heures après que sa mère, Danielle Mitterrand, a déposé le montant de la caution au palais de Justice de Paris.
Le 12 janvier 2001 la chambre d'instruction de la cour d'appel de Paris examine trois requêtes en nullité déposées par plusieurs avocats, dont celui d'Arcadi Gaydamak. Ils contestent la validité de la procédure conduite par les juges Courroye et Prévost-Desprez, qui auraient dû se conformer au décret de 1939 et solliciter une autorisation du gouvernement. Le parquet général requiert l'annulation de l'instruction et des poursuites pour « commerce d'armes illicite ».
Le 25 janvier 2001, le ministre de la Défense Alain Richard dépose une plainte pour « infraction à la législation sur les armes » auprès du procureur de la République de Paris, Jean-Pierre Dintilhac, afin que ce dernier lance des poursuites dans l'affaire du trafic d'armes avec l'Angola.
Le 23 février 2001, la chambre de l'instruction de la cour d'appel de Paris valide la quasi-totalité de l'enquête menée par les juges Courroye et Prévost-Desprez. Elle refuse notamment d'annuler les poursuites pour trafic d'armes, allant ainsi contre l'avis du parquet général qui avait requis l'abandon des charges.
Le 27 février 2001, une information judiciaire visant la Sofremi, pour « abus de biens sociaux, faux bilan et recel d'abus de biens sociaux », est ouverte.
Le 8 mars 2001, Jacques Attali, ancien conseiller du président François Mitterrand, est mis en examen pour « recel d'abus de biens sociaux et trafic d'influence », mais laissé libre sous contrôle judiciaire, contre le paiement d'une caution supérieure à un million de francs.
Le 9 mars 2001 a lieu une perquisition au ministère des Affaires étrangères. Les juges cherchent à vérifier, à la suite de l'audition de Jacques Attali, que celui-ci ne s'est pas fait rémunérer par Pierre Falcone en récompense de son intervention auprès du ministre des Affaires étrangères, Hubert Védrine, afin de solliciter son appui en faveur de l'homme d'affaires dans le règlement de son contentieux fiscal. Jacques Attali avait en effet organisé une entrevue entre l'avocat de Falcone, Allain Guilloux, et Hubert Védrine en septembre 1998. Le ministre confirme la rencontre mais dément être intervenu dans le litige.
Le 9 avril 2001 cinq rapports de la DGSE qui sont découverts par les juges lors de leur perquisition au ministère des Affaires étrangères sont déclassifiés par le ministère de la Défense et transmis aux magistrats instructeurs. Ceux-ci demandent également la levée du « confidentiel défense » pour d'autres documents : les relevés d'autorisations du gouvernement français pour les exportations d'armes vers plusieurs pays africains.
Les 10 et 11 avril 2001, trois proches collaborateurs de Charles Pasqua sont interpellés et placés en garde à vue : Bernard Guillet, son conseiller diplomatique, ainsi que Sabine Moutier (Sabine de la Laurencie), ancienne conseillère diplomatique adjointe de l'ex-ministre, et Marie-Danielle Faure, sa secrétaire particulière, finalement relâchées,,.
Le 12 avril 2001, Bernard Guillet est mis en examen pour « recel d'abus de biens sociaux » et placé en liberté sous contrôle judiciaire. Il avait été l'un des principaux animateurs de l'Association France-Afrique-Orient (AFAO), fondée en 1993 et dissoute en octobre 2000, et dont Charles Pasqua était le vice-président. En 1996, cette association avait touché 1,5 million de francs versés par la Brenco. Les juges pensent que ces fonds servaient en réalité à alimenter le RPF. Ils demandent l'autorisation au procureur de la République de Paris d'enquêter sur le financement du parti.
Le 19 avril 2001, une ancienne collaboratrice de Charles Pasqua, Sabine de La Laurencie, révèle dans un entretien au Figaro avoir déclaré aux enquêteurs, lors de son audition comme témoin assisté, qu'à l'époque où elle travaillait au ministère de l'Intérieur, elle avait ramené une « mallette » de Suisse à la demande de Bernard Guillet, dont elle avait aussi été l'assistante de 1993 à 1995. Le parquet de Paris ouvre deux informations judiciaires distinctes, l'une visant le Rassemblement pour la France (RPF), l'autre Charles Pasqua lui-même, pour « financement illégal de parti politique » et pour « financement illégal de campagne électorale » dans le cadre des élections européennes de 1999.
Le 27 avril 2001, le général Claude Mouton, proche de Pierre Falcone et directeur général de la Brenco de juillet 2000 à février 2001, est mis en examen pour « recel d'abus de biens sociaux » et laissé en liberté sous contrôle judiciaire, moyennant le paiement d'une caution de 2 millions de francs. Les juges s'intéressent au rôle qu'il a joué dans les relations entretenues par Falcone avec certaines personnalités angolaises, mais aussi aux 496 000 francs en liquide découverts dans le coffre de son bureau lors de la perquisition effectuée à la Brenco.
Le 30 avril 2001, mise en cause par Sabine de La Laurencie, Natalia Koltiarova, alias « Natacha », l'ancienne chargée de mission de Bernard Guillet, est mise en examen pour « infraction à la législation sur le financement politique ». Elle est soupçonnée d'avoir convoyé des espèces destinées à financer le RPF, récupérées au Luxembourg auprès de Nasir Abid, bras droit de l'homme d'affaires irakien Nadhmi Auchi, tous deux impliqué dans l'affaire Elf et son volet espagnol Ertoil.
Le 3 mai 2001, la commission consultative du secret de la défense nationale (CCSDN) s'oppose à la communication à la justice de trois des documents classés « confidentiel-défense », consacrés à l'Angola et découverts lors de la perquisition au ministère des Affaires étrangères le 9 mars 2001. La décision définitive revient au gouvernement.
Le 17 mai 2001, la sœur de Pierre Falcone, Josée-Lyne Falcone, est mise en examen pour « recel d'abus de biens sociaux » et laissée en liberté sous contrôle judiciaire, moyennant le versement d'une caution de 5 millions de francs. Elle est soupçonnée d'avoir reçu plusieurs millions de francs de la société de son frère, en relation avec les ventes d'armes à différents pays africains.
Le 22 mai 2001, Jean-Charles Marchiani, d'abord convoqué comme témoin assisté par les juges Courroye et Prévost-Desprez, est mis en examen pour « recel d'abus de biens sociaux et trafic d'influence ». Sous le pseudonyme de « Robert », il est soupçonné d'avoir touché 450 000 dollars en liquide de la Brenco en janvier 1999, en marge du contrat des ventes d'armes à l'Angola. L'autre chef d'accusation concerne la décoration de l'ordre national du Mérite remise par l'ancien préfet le 14 juillet 1996 à Arcadi Gaydamak, dans un salon de la préfecture de Toulon. Dans une interview donnée au Figaro le 24 mai 2001, Arcadi Gaydamak dément ces accusations et justifie la remise de cette décoration par le rôle qu'il « aurait » joué en 1996 auprès de Jean-Charles Marchiani dans la libération des deux pilotes français détenus en Bosnie-Herzégovine.
Les 28-29 mai 2001, initialement convoqué comme témoin assisté, Charles Pasqua est mis en examen à deux reprises, pour « financement illégal de campagne électorale », puis pour « recel d'abus de biens sociaux » et « trafic d'influence ». Parmi les éléments retenus contre lui figure le versement, en juin 1996, de la somme de 1,5 million de francs par la Brenco à l'association France-Afrique-Orient (AFAO). Cette remise de fonds serait directement liée à la vente d'armes à l'Angola, ainsi qu'à la remise de l'ordre national du Mérite à Arcadi Gaydamak.
Le 20 juin 2001, les juges Courroye et Prévost-Desprez demandent la levée de l'immunité parlementaire de Charles Pasqua et Jean-Charles Marchiani, tous deux députés européens depuis 1999. Ce statut les protège de toute mesure judiciaire coercitive, placement sous contrôle judiciaire ou mise en détention.
Le 27 juin 2001, la chambre criminelle de la Cour de cassation annule les poursuites lancées pour « commerce d'armes illicite » à l'encontre de Pierre Falcone, Arcadi Gaydamak et Jean-Christophe Mitterrand. Selon la haute juridiction, les procédures avaient été engagées irrégulièrement, les juges Courroye et Prévost-Desprez n'ayant pas, en vertu du décret de 1939, obtenu préalablement l'aval du ministère de la Défense. Les autres chefs d'accusation -fraude fiscale, trafic d'influence, abus de confiance et abus de biens sociaux- sont, eux, « expressément » validés. La Cour de cassation renvoie le dossier devant la chambre de l'instruction de la cour d'appel de Paris afin qu'elle détermine précisément quels actes de l'instruction doivent être annulés.
Le 4 juillet 2001, Jean-Christophe Mitterrand est de nouveau mis en examen pour « complicité de trafic d'armes » par les juges Courroye et Prévost-Desprez, sur la base de la plainte déposée en janvier par le ministre de la défense Alain Richard. Les magistrats notifient également leur mise en examen à Pierre Falcone et Arcadi Gaydamak.
Le 5 juillet 2001, l'avocat Allain Guilloux est mis en examen pour « trafic d'influence » et « recel d'abus de biens sociaux ».
Le 10 juillet 2001, l'ancien président de l'Association professionnelle des magistrats (APM), Georges Fenech est mis en examen pour « recel d'abus de biens sociaux », poursuite consécutive au versement à l'APM de 100 000 francs en 1997 (15 000 €) par la société Brenco. Selon Georges Fenech, ce versement correspondait à 25 abonnements « de soutien » pour deux ans, souscrit par la Brenco auprès de la revue Enjeu justice éditée par l'APM. Il affirme avoir ignoré que la société était une entreprise de vente d'armes.
Le 3 octobre 2001, toujours en détention provisoire, Pierre Falcone est mis en examen pour « fraude fiscale », dans le cadre d'une information judiciaire ouverte en avril par le parquet de Paris. Il lui est reproché de ne pas avoir déclaré ses revenus pour l'année 1996. Ses avocats soutiennent que leur client n'est plus résident français depuis de nombreuses années et qu'il n'est par conséquent pas imposable en France.
Le 17 octobre 2001, Jean-Christophe Mitterrand est de nouveau mis en examen pour « recel d'abus de biens sociaux » par le juge Courroye. Il est accusé d'avoir bénéficié d'un virement de 300 000 dollars effectué par la Brenco, correspondant, selon son avocat, à des « prestations de conseil à M. Falcone ». La veille, il avait déposé une plainte pour « faux en écriture publique » contre le juge Courroye, concernant une ordonnance rédigée en juillet 2000 par le magistrat.
Le 1er décembre 2001, Pierre Falcone est libéré un an après son incarcération, en échange du versement d'une caution record d'un montant de 105 millions de francs.

### Années 2002 à 2007
- 14 octobre 2002 : Pierre Falcone est de nouveau incarcéré à la prison de la Santé par le juge des libertés et de la détention, à la demande du juge Courroye. Il lui est reproché de n'avoir pas respecté les termes de son contrôle judiciaire, qui lui interdit notamment de rencontrer 41 personnes nommément désignées, ainsi que tout collaborateur, salarié ou prestataire de services de la société Brenco. Or les dernières investigations menées par les enquêteurs ont mis en évidence qu'il avait été en contact avec l'un d'eux au cours de l'été, l'homme d'affaires Paul Anselin, récemment mis en examen dans le dossier du trafic d'armes vers l'Angola. Les avocats de Pierre Falcone font immédiatement appel de cette décision[42].
- 28 juillet 2004 : Yves Bot, procureur de la République de Paris, a indiqué aux avocats de Charles Pasqua qu’il refusait de dessaisir le juge d'instruction Philippe Courroye de l’enquête[43].
- 2 août 2004 : Jean-Charles Marchiani, ancien bras droit de Charles Pasqua et ancien préfet du Var, est mis en examen pour « recel d’abus de biens sociaux et trafic d'influence ». Il est écroué à la prison de la Santé[44].
- 20 mars 2007 : par décret publié au Journal Officiel, le président de la République nomme officiellement le juge Philippe Courroye comme procureur de Nanterre, contre l'avis du Conseil supérieur de la magistrature (CSM). Le garde des Sceaux, Pascal Clément, comme il en a la possibilité concernant les magistrats du parquet, décide de passer outre cet avis du CSM. Cette nomination suscite des réactions hostiles des syndicats de magistrats, le Syndicat de la magistrature (SM, gauche) dénonçant « un verrouillage par la droite des postes stratégiques »[45].

### Année 2008
- 23 mai 2008 : visite de Nicolas Sarkozy en Angola pour tourner la page de l'Angolagate. Il est accompagné des dirigeants de Total, Castel, EADS, Bolloré, CMA-CGM, Air France, Thales, et de la Société générale[46]. « Le président Dos Santos a d'ores et déjà obtenu de ne pas être directement impliqué […] « Aucun ressortissant angolais n’est poursuivi » selon l’Élysée. »[47]
- 11 juillet 2008 : en contre-pied avec la plainte déposée en 2001 par son ministère, le ministre de la défense Hervé Morin écrit à l'avocat Pierre-François Veil, défenseur de Pierre Falcone pour assurer qu'il le soutenait, estimant qu'il n'y avait aucun délit dans le dossier. « Il résulte de l'examen du dossier de mon ministère à la lumière de vos observations, qu'en l'absence de transit par le territoire français, la législation relative aux opérations de vente d'armes et de munitions (…) ne s'appliquait pas aux dates retenus par le dossier de l'instruction à l'activité exercée par M. Pierre Falcone »[48]
- 28 août 2008 : Georges Fenech est réintégré dans la magistrature. Il est nommé premier substitut auprès de l'administration centrale du ministère de la Justice. Il y est mis à la disposition des services du Premier ministre François Fillon, qui lui a confié une mission d'évaluation des dispositifs judiciaires de lutte contre les sectes[49].
- 6 octobre 2008 : le procès de l'Angolagate s'ouvre devant le tribunal correctionnel de Paris[50].
- 17 octobre 2008 : Jean-Noël Tassez, ex-patron de Radio Monte-Carlo, et prévenu du procès de l’Angolagate est cité dans l'un des carnets d'Yves Bertrand, écrits lorsqu'il était directeur des renseignements généraux (juin 2002) « Tassez a reçu du fric de Falcone pour Sarko, de Jean-Christophe et de chefs d’État africains. » Nicolas Sarkozy a déposé plainte, le 17 octobre, contre Yves Bertrand pour « atteinte à la vie privée » et « dénonciation calomnieuse »[51].
- 20 octobre 2008 : le Parquet de Paris demande que dans le cadre du procès sur l’Angolagate les carnets Yves Bertrand, soient versés au dossier. Au terme d'une heure et demie de suspension d'audience, le procureur Romain Victor a déclaré : « Notre opinion sur l'utilité de ces carnets d'Yves Bertrand saisis dans le cadre de l'affaire Clearstream n'a pas changé. Ces documents sont étrangers à l'objet des débats devant ce tribunal et rigoureusement sans intérêt pour la manifestation de la vérité. Les plaintes pour faux et dénonciation calomnieuse laissent en outre songeur sur la fiabilité de ces carnets ». Mais, a ajouté M. Victor, « le respect des droits de la défense et la sérénité des débats justifient que nous prenions l'initiative, nous-mêmes, parquet, de verser ces carnets au dossier. »[52]

### Année 2009
- 27 octobre 2009 : le Tribunal Correctionnel de Paris condamne 36 des 42 personnalités accusées d'avoir soit participé à l'organisation de ce trafic, soit bénéficié de pots-de-vin[53]. Il rend notamment le verdict suivant :
  - Pierre Falcone, homme d'affaires, est condamné à six ans d'emprisonnement et immédiatement arrêté à l'audience[54],[55]. Il était poursuivi pour « vente illicite d'armes », « abus de biens sociaux », « fraude fiscale », « trafic d'influence actif » et « blanchiment », et a déjà passé un peu plus d'une année en détention provisoire.
  - Arcadi Gaydamak, homme d'affaires, visé par plusieurs mandats d'arrêts internationaux délivrés par le juge Philippe Courroye et confirmés mardi par le tribunal, est condamné six ans de prison ferme pour "vente illicite d'armes", "abus de biens sociaux", "fraude fiscale", "trafic d'influence actif", "blanchiment"[55].
  - Charles Pasqua, ancien ministre de l'Intérieur et sénateur des Hauts-de-Seine, écope de trois ans d'emprisonnement dont un an ferme, sa première peine de prison ferme, et 100 000 euros d'amende pour « trafic d'influence passif » et « recel d'abus de biens sociaux » pour les 225 000 euros perçus pour son association France-Afrique-Orient des vendeurs d'armes en échange de l'attribution de l'Ordre national du mérite à Arcadi Gaydamak en juillet 1996[56].
  - Jean-Charles Marchiani, préfet à la retraite et ancien député du Var, est condamné à trois ans de prison dont 15 mois ferme pour « trafic d'influence passif » et « recel d'abus de biens sociaux »[57].
  - Jean-Christophe Mitterrand, le second fils de François Mitterrand, est relaxé des poursuites pour « complicité de commerce illicite d'armes », mais est condamné pour « recel d'abus de biens sociaux » à deux ans de prison avec sursis et 375 000 euros d'amende[58].
  - Jean-Bernard Curial, militant socialiste, est condamné à deux ans de prison avec sursis et 100 000 euros d'amende pour "complicité de commerce illicite d'armes", "recel d'abus de biens sociaux" et "recel d'abus de confiance"[11].
  - Jacques Attali, ancien conseiller de François Mitterrand est relaxé des poursuites pour « trafic d'influence passif » et « recel d'abus de biens sociaux »[59].
  - Paul-Loup Sulitzer, écrivain, est condamné pour "recel d'abus de biens social" à 15 mois de prison avec sursis et 100 000 euros d'amende[60].
  - Georges Fenech, magistrat et député du Rhône, est relaxé[61].

## Jugements

### Procès en première instance
Le procès dit de « l'Angolagate » s'ouvre devant la onzième chambre du Tribunal correctionnel de Paris le 6 octobre 2008. Il met en accusation 42 protagonistes. Les jugements ont été rendus le 27 octobre 2009, six relaxes et trente-six condamnations prononcées :
- Charles Pasqua a été condamné à trois ans de prison dont un an ferme et 100 000 euros d'amende pour trafic d'influence passif et abus de biens sociaux[63].
- Pierre Falcone a été condamné à six ans de prison ferme pour trafic d'armes illicite, d'abus de biens sociaux et de trafic d'influence sur le financement du loyer de Charles Pasqua (1,5 million de francs) pour son mouvement. Il a annoncé qu'il faisait appel[63].
- Arcadi Gaydamak a été condamné à six ans de prison ferme, assortis d'un mandat de dépôt à l'audience pour commerce d'armes, trafic d'influence et blanchiment. Il a annoncé qu'il faisait appel[63].
- Paul-Loup Sulitzer a été condamné à quinze mois de prison avec sursis et 100 000 euros d'amende[63].
- Jean-Charles Marchiani a été condamné à trois ans de prison, dont 21 mois avec sursis pour complicité de trafic d'influence et recel d'abus de biens sociaux[63].
- Jean-Christophe Mitterrand a été déclaré innocent pour les charges de « complicité de trafic d'armes ». Il a été condamné à deux ans de prison avec sursis et 375 000 euros d'amende pour recel d'abus de biens sociaux[63].
- Jacques Attali a été relaxé des chefs d'accusation[63].
- Sur les 36 personnes condamnées, 21 d'entre elles ont fait appel de la décision[64].

### Procès en appel
Le procès s'est tenu devant la Cour d'appel de Paris du 19 janvier au 2 mars 2011.
L'arrêt d'appel a été rendu le 29 avril 2011.
- Charles Pasqua est relaxé des chefs d'accusation de trafic d'influence passif et recel d'abus de biens sociaux. La cour a estimé que les débats devant la cour ont définitivement établi la réalité de l'intervention de Jean-Charles Marchiani et Arcadi Gaydamak dans la libération des pilotes de Bosnie et qu'en conséquences, l'octroi de la médaille du mérite à Arcadi Gaydamak, sur recommandation de l'ancien ministre de l'intérieur n'était pas anormal. Elle considère par ailleurs que le dossier d'instruction ne démontre pas "l'antériorité d'un pacte préalable" entre la remise de cette médaille à Arcadi Gaydamak par Jean-Charles Marchiani et le versement d'une somme de 1,5 million de francs au mouvement de Charles Pasqua. "On ne saurait tirer, comme l'a fait le tribunal, de la seule concomitance des dates entre la remise de la somme et celle de la remise de décoration un pacte de corruption préalable. Le processus choisi n'a rien d'anormal", estime la cour d'appel. Charles Pasqua avait une absence totale de connaissance des modes de financement" de son mouvement politique, précise l'arrêt[67].
- Pierre Falcone est relaxé du chef d'accusation de trafic d'armes: sa défense a démontré à la cour que ce commerce avec l'Angola n'était pas illicite et que l'homme d'affaires était "mandaté" par l'Angola pour s'assurer du financement et de la bonne exécution du contrat. En fait, le gouvernement angolais, sensible à ce qui lui avait été précisé à Luanda, a fait valoir aux autorités françaises que M Falcone, s’il devait être durablement inquiété, fournirait au juge certaines précisions de nature à mettre la France en difficulté. En effet’ c’était sur instructions de l’Angola qu’il n’avait pas déféré à l’obligation qui lui était faite (décret loi de 1939) de fournir aux autorités françaises la liste de l’armement dont il était l’intermédiaire .Et ce du fait que certains responsables politiques français avaient des contacts réguliers avec Savimbi de l’Unita qui menait une guerre contre le régime angolais que reconnaissait la France. La cour a ainsi considéré qu'une large partie des abus de biens sociaux lui étant reprochés ne pouvait être retenue contre lui. Pierre Falcone a ainsi bénéficié d'un important allègement de peine: 30 mois de prison ferme (peine inférieure au temps qu'il a déjà passé en prison et lui permettant de sortir de prison immédiatement après l'audience) et 375 000 euros d'amende[68],[69],[70].
- Arcadi Gaydamak, en fuite, est relaxé du chef d'accusation de trafic d'armes mais écope de 30 mois ferme et de 375 000 euros d'amende[71].
- Jean-Charles Marchiani est relaxé du chef d'accusation de trafic d'influence pour avoir fait obtenir à Arcady Gaydamak la médaille du mérite pour être intervenu dans la libération des otages en Bosnie. Il est à condamné à 24 mois dont huit fermes pour recel d’abus de biens sociaux[72].

Ce jugement a fait polémique, étant jugé complaisant envers les accusés. Le président de la cour d'appel, Alain Guillou, nommé à cette fonction quelques semaines avant le procès, était connu pour sa proximité avec l'UMP et deviendra à sa retraite conseiller de la présidence du Gabon.

## Protagonistes

### Personnes
- Pierre Falcone et Arcadi Gaydamak sont deux hommes d'affaires soupçonnés par le juge Philippe Courroye d'avoir mis en place un commerce illicite d'armes avec l'Angola. Le juge les soupçonne également d'avoir versé des commissions à une série de personnalités françaises, dont Jean-Christophe Mitterrand, Paul-Loup Sulitzer, Jacques Attali et d'autres[74]. Incarcéré de 2000 à 2001, Pierre Falcone réfute tout « trafic d'armes »[75].
- Arcadi Gaydamak est en fuite en Israël mais songeait en mars 2006 à racheter le journal France-Soir moribond par le biais de son groupe de presse Moscow News. Arrêté fin novembre 2013 à Zurich, il est initialement détenu à Genève où le procureur Dario Zanni a retenu la plainte du footballeur international Luis Fernandez, manager général du club de football Betar Jerusalem en 2005 qui affirme ne jamais avoir reçu ses émoluments de 400 000 euros qui devaient transiter par la Suisse[76].
- Pierre Falcone a d'abord bénéficié de la protection du président de l'Angola Dos Santos qui lui a fourni un passeport diplomatique angolais comme ambassadeur auprès de l'Unesco. Ses différents mandats d'arrêt internationaux ont été annulés peu avant sa comparution dans le procès de la Sofremi (Société française d'exportation de matériels, systèmes et services)[77]. Le 18 janvier 2008, il est condamné à quatre ans de prison ferme et 37 500 € d'amende pour fraude fiscale[78]. L'Angola use encore de sa diplomatie pour que les pouvoirs publics français le protègent[79].
- Bernard Guillet et Sabine Moutier (Sabine de la Laurencie). Diplomate, en poste aux États-Unis et en Angola, Bernard Guillet a été conseiller diplomatique de Charles Pasqua au ministère de l'Intérieur, où il avait pour assistance Sabine Moutier, puis au conseil général des Hauts-de-Seine. Il a animé l'association France-Afrique-Orient (AFAO), 24, rue de Penthièvre, siège de Demain la France, le premier parti de Charles Pasqua avant le RPF (Rassemblement pour la France)[11].
- Dans les milieux discrets de l’armement Jean-François Clarisse n’est pas n’importe qui, confie un général français. Jean-François Clarisse cet ancien baroudeur proche du général Jeannou Lacaze, du ministre de la défense de l'Angola, du ministre de l'intérieur de l'Angola, de Laurent Désiré Kabila, du général Robert Gueï, de Slobodan et Borislav Milosevic, d'Augusto Pinochet, du commandant A.S. Massoud, du général Alexandre I. Lebed. J-F Clarisse est un homme d'affaires international travaillant sur le continent africain depuis les années 1970, l'Iraq, la Russie, l'Afghanistan, l'ex Yougoslavie, le Tchad, l'Angola, le Zaïre, la Côte d'Ivoire, etc. Il a travaillé durant plusieurs mois, entre 1997 et 1999 au 24, rue de Penthièvre qu'il a quitté en désaccord avec l'équipe Pasqua.
- Paul-Loup Sulitzer est poursuivi dans le procès pour « recel d’abus de biens sociaux » pour 380 000 euros perçus de Pierre Falcone pour des prestations de conseils supposées fictives[80].
- Charles Pasqua est « soupçonné d’avoir perçu 450 000 dollars en 1998 et 1999 de la société Brenco pour favoriser les intérêts du régime de M. Dos Santos au Parlement européen ». Il est mis en examen pour « trafic d'influence passif » et « recel d'abus de biens sociaux »[80].
- Paul Anselin, l'ancien maire de Ploërmel, après avoir été mis en examen en 2002 dans l’affaire des ventes d'armes à l'Angola, est condamné en 2009 à 15 mois de prison avec sursis et 30 000 € d'amende[81].

### Banque Paribas
- Au cours de ses investigations, le juge Philippe Courroye s'est intéressé au rôle joué par la banque Paribas (aujourd'hui fusionné dans le groupe BNP Paribas) dans le triangle dette-pétrole-armes mis au jour dans cette affaire. Paribas a pourtant financé les activités de Pierre Falcone et Arcadi Gaydamak quand les ventes d'armes à l'Angola étaient sous embargo de l'ONU[82].
- Le président du directoire de Paribas au moment des faits, André Levy-Lang, a été longuement entendu à deux reprises en 1995, comme témoin par les policiers puis par le magistrat instructeur.
- La relation entre Paribas, Pierre Falcone et Arcadi Gaydamak remonte au 12 décembre 1994[83]. La société slovaque d'armement, ZTS Osos, a obtenu un crédit de 30 millions de dollars[84]. Selon les policiers, « Après avoir sollicité plusieurs banques, la solution est venue du département compensation de Paribas avec la mise en place d'importants crédits gagés sur la livraison future de pétrole angolais ». Après que la banque Paribas a décidé de cesser toutes relations avec Pierre Falcone et Arcadi Gaydamak en 1997, le responsable des préfinancements pétroliers à compter de 1998, sera Jean-Louis Salas, directeur des crédits structurés pour l'Afrique, Cuba et le Moyen-Orient au sein du département ECEP (Energy, Commodities, Export and Project) chez Paribas puis chez BNPPARIBAS. Le juge Courroye a établi qu'entre 1995 et 1997, Paribas a financé à hauteur de 573 millions de dollars les ventes d'armes effectuées par la société ZTS Osos à l'Angola.
- Cette technique dite de « préfinancement pétrolier » a été développée par des compagnies de courtage, comme RichCo de Marc Rich ou Glencore. Elle a été désignée par l'ONU et la Banque mondiale comme une des causes d'appauvrissement des pays pauvres producteurs de pétrole et comme une des clés des phénomènes de kleptocratie. Ainsi, avec la complicité des héritiers de la nomenklatura soviétique[85], Glencore a gagné des milliards sur le pétrole russe, l’arsenal de l’Armée rouge, les stocks stratégiques d’aluminium, d’engrais, etc., ainsi que les créances du pays et dix milliards de dollars du FMI. Une part de ces flux (pétrole, armes, dettes) ont pu être brassés entre la Bank of New York et les recettes du pétrole angolais, grâce à la gestion occulte du régime de Luanda.
- Dans un rapport confidentiel envoyé à son ministère[85], le 26 novembre 1996, l’ambassadeur de Belgique au Luxembourg explique qu’existe au Grand-duché « un circuit dans lequel de "l’argent criminel" est blanchi ». Il passe par la Banque continentale du Luxembourg (BCL). Celle-ci a appartenu conjointement à Paribas et au groupe de Nadhmi Auchi (ou Nadhmi Shakir Auchi) de 1982 à octobre 1994. À cette date, Paribas a repris les parts de son associé, avant de céder l'établissement en 1996 à une consœur flamande, la Kredietbank (KB). Selon la note diplomatique belge, « des analystes financiers au Luxembourg ont l’impression que, via la Continentale, de grandes banques telles que la KB, Paribas, Suez… profitent chacune à leur tour de ce circuit noir ».
- Le département compensation de Paribas dirigé à l'époque par Alain Bernard. Son adjoint Jean-Didier Maille a mis au point le montage technique. Les deux hommes sont suspectés d'avoir perçu 30 millions de dollars de commissions sur des comptes à l'étranger. Victime d'un accident de santé en 1997, Alain Bernard ne peut être entendu. Jean-Didier Maille, en revanche, a été mis en examen le 23 mars 2005 pour « recel de trafic d'influence ». Lors de son audition, Jean-Didier Maille a affirmé que « la direction de Paribas avait connaissance des activités d'Alain Bernard (…) Tout le monde savait qu'il payait des commissions (…) On appelait ces activités : les affaires spéciales. » Pierre Falcone était constamment en affaires avec Glencore et Paribas – entre lesquels Jean-Didier Maille a fait la navette. Au printemps 2000, Glencore avait déjà levé 3 milliards de dollars de prêts gagés à l’Angola, avec des banques comme Paribas, la Société générale, la Dresdner Bank Luxembourg, notamment.
- André Levy-Lang, président du directoire de Paribas de 1991 à 1999, a été interrogé une nouvelle fois par la brigade financière en février 2005. Au sujet des 30 millions de dollars perçus par les anciens cadres de la banque, il s'est dit « furieux et scandalisé de découvrir ces chiffres » dont il a assuré ne rien savoir. Le 5 avril 2005, lors d'une audition par le juge Courroye, il a vigoureusement démenti les accusations de Jean-Didier Maille. Pour lui, « le paiement de commissions était contraire à la politique de la banque ». Il a déclaré ne pas se souvenir « avoir été tenu au courant de cette opération de vente d'armes à destination de l'Angola ». « Je savais que la banque finançait des opérations d'exportation de pétrole de l'Angola en contrepartie d'importations à destination de ce pays, a expliqué André Levy-Lang. Mais pour cette opération précise, la question ne m'a pas été posée. Si on était venu me voir pour m'informer de ce projet portant sur des achats d'armes j'aurai exigé que l'on vérifie la conformité de cette opération avec la position politique française et les engagements internationaux (…) Au regard de ce que je sais, je n'aurais donc pas donné mon aval. »
- La banque Paribas pourrait être poursuivie en tant que personne morale.